# 白螟黑卵蜂
白螟黑卵蜂（学名：Telenomus bambusae）为緣腹細蜂科黑卵蜂屬下的一个种。